# 戈登·興格萊
戈登·畢特納·興格萊（英語：Gordon Bitner Hinckley，1910年6月23日—2008年1月27日），舊譯興格萊·戈登，為一位美國宗教領袖與作家，於1995年至2008年間擔任第15任耶穌基督後期聖徒教會總會會長。戈登·興格萊是耶穌基督後期聖徒教會歷史上第二年邁的教會領袖。
戈登·興格萊在總會會長的任期中興建了超過當時聖殿總數半數以上的聖殿，並且監督與主持了伊利諾州納府聖殿的重建，以及耶穌基督後期聖徒教會會議中心的落成。他發表了家庭：致全世界文告並創立了教會的永久教育基金。在他逝世時，有三分之一的教會成員在其任期中才加入教會。
戈登·興格萊獲得了十項榮譽博士學位，並在2004年獲美國總統喬治·沃克·布希頒發總統自由勳章。他也曾獲得美國童軍的最高榮譽銀水牛獎。在擔任總會會長前，他曾擔任過教會教育機構的理事會主席。